# Лопухова, Евгения Васильевна
Евге́ния Васи́льевна Лопухо́ва (25 ноября [7 декабря] 1884, Петербург — 21 августа 1943, Пермь) — артистка балета, эстрадная танцовщица, артистка оперетты. Заслуженная артистка РСФСР.

## Биография
Выросла в семье, тесно связанной с балетом, она была старшей из четырёх братьев и сестёр, учившихся в хореографическом отделении Императорского театрального училища и ставших артистами петербуржской сцены. Наиболее известен её младший брат Фёдор, известный не только как танцовщик Мариинского театра, но в большей мере как балетмейстер, возглавивший в 1920-е годы хореографическую труппу ГАТОБ и активно искавший в своих постановках новые пути развития хореографии. В 1930-е годы он стал создателем балета Малого театра. Следующая сестра — Лидия Лопухова (1892—1981) — известна выступлениями в Русских Сезонах Дягилева, выйдя замуж за английского экономиста Кейнса, выступала в США и Великобритании с 1910 по 1934 годы. Младший в семье — Андрей Лопухов (1898—1947) — артист Мариинского театра — театра оперы и балета им. С. М. Кирова в 1916—1945 годах, один из видных мастеров характерного танца. Андрей и Евгения выступали и на сцене Малого театра, оказывая поддержку Фёдору в создании новой балетной труппы.
Евгения Лопухова окончила Петербургское театральное училище в 1902 по классу Клавдии Куличевской и поступила в балетную труппу Мариинского театра, где прослужила до 1924 года. С 1913 года была в не самом высоком звании первой танцовщицы. В 1909, 1910 и 1911 годах приняла участие в «Русских сезонах». В 1911 году участвовала в гастрольной поездке в США, организованной Юлией Седовой. На академической сцене исполняла характерные роли, часто выступала в «народных» танцах.
Кроме академической сцены танцевала на эстраде, обычно её партнёром был А. А. Орлов, как и Е. Лопухова он был разносторонним артистом, выступавшим и в балете и в оперетте, и на эстраде. и как драматический актёр, и в кино. Дуэт Лопуховой и Орловой выступал на эстраде с 1910 годов до 1941 года. В 1915 году дуэт выступал на сцене кабаре «Уголок», которое располагалось в здании Пассажа.
В 1911 году Евгения попробовала себя и в качестве драматической актрисы, выступив в популярной пьесе Ю. Д. Беляева «Псиша».
В 1920—1921 годах сотрудничала с режиссёром К. А. Марджановым в созданном им театре комической оперы. Марджанов стремился к созданию синтетического зрелища, объединяющего в действии драматический спектакль, музыку, пение и танец. Он был заинтересован в универсальных актёрах, каким была Евгения Лопухова.
При завершении работы на академической сцене написала мемуары «Двадцать лет сценической деятельности», изданные в Петрограде в 1923 году.
Уйдя с балетной сцены, Евгения в 1920-е годы выступала в оперетте. Некоторые её роли, например, мадемуазель Нитуш, получили высокую оценку критиков. В 1930—1933 годах работала в балетной труппе Малого театра, видимо поддерживая брата Фёдора в период становления балетной труппы. В 1931 году была первым руководителем балетной труппы только что созданного Театра оперы и балета в Куйбышеве
Скончалась в 1943 году в Перми (тогда Молотов), куда был эвакуирован кировский театр из Ленинграда, балетом которого в эвакуации вновь руководил её брат Фёдор. Могила на Егошихинском кладбище Перми была утрачена.

## Характеристика творчества
Актриса обладала живым темпераментом. Её привлекали характерные роли жанрово-бытового типа. На академической сцене её использовали либо в небольших классических ансамблях, либо в характерных танцах. Она не исполняла в балетах первых партий.
В балете «Корсаре» на музыку А. Адана Лопухова играла главную жену хана, над которой проказничала Гюльнара, любимая жена. Балетный критик Шидловский по этому поводу в «Петербургском листке» от 28 апреля 1910 года писал «Она имела случай показать присущие ей грацию, музыкальность и даже индивидуальность». В этой связи удивительно именно проявление индивидуальности в роли, которая не давала поводов для этого.
По поводу выступлений Лопуховой в партии Француженки в «Фее кукол» критика расходилась в мнениях. Этот вставной номер на музыку Р. Дриго был примитивной по движениям, заурядной полькой. Различие в мнениях рецензентов говорит о характере её актёрского дарования. Критик Кудрин говорит о видимом легкомыслии и отсутствии «изящества, свойственного mademoiselles», а Рогов пишет: «С красивым задором, полным врожденной грации, резвится она по сцене, беззаботно махая франко-русскими флажками». Вероятно дело в отсутствии манерности, которую Кудрин считал изяществом. Начинался XX век, серьёзно изменивший взгляды на женщину, в том числе и представления о женском изяществе.
Естественно, что после Октябрьской революции, когда многие артисты эмигрировали, её участие в спектаклях несколько усилилось, но и тогда она не получила первых ролей. Единственный случай её участия в премьерной постановке — партия Царевны в балете И. Ф. Стравинского «Жар-птица», поставленного её братом Фёдором 2 октября 1921 года. Кроме того она в 1917—1924 годах исполняла роли:
- Амур в балете Л. Ф. Минкуса «Фиаметта», в хореографии М. Петипа;
- Жавотта в одноимённом балете Сен-Санса;
- Изабелла, Маринетта в балете А. К. Глазунова «Испытание Дамиса»;
- Мария в балете И. И. Армсгеймера «Привал кавалерии», поставлен 25.1.1919 А. В. Ширяевым по М. И. Петипа;
- Эстрелла в балете «Карнавал» на музыку Р. Шумана, поставленном М. М. Фокиным;
- Коломбина и Маркитантка в балете П. И. Чайковского «Щелкунчик» в хореографии балетмейстера Л. Иванов,
- Рыбачка в балете Ц. Пуни «Дочь фараона».

Она исполняла в балетах характерные танцы: русский в балете Й. Байера «Фея кукол», чардаш в балете П. И. Чайковского «Лебединое озеро», венгерский в балете А. К. Глазунова «Раймонда», в балетах Ц. Пуни: цыганский в «Эсмеральде» и рапсодию в «Коньке-Горбунке».
В 1920-е годы. успешно выступала в оперетте, где исполнила роли мадемуазель Нитуш в одноимённой оперетте Эрве, и в оперетте И. Кальмана «Сильва». Характерны отзывы критики о партии мадемуазель Нитуш, критика писала о создании нового для оперетты женского типа молодой чистой и задорной девушки, лишённой всякого эротизма.
В 1930-е годы танцевала в балете Малого театра, где исполнила партию Дачницы в «Светлом ручье» на музыку С. C. Прокофьева.
Несмотря на разнообразие способностей, лучшим в творчестве Лопуховой было исполнение характерных танцев. Выступала с постоянным партнером А. Орловым (в театре с 1908, на эстраде в 1910-41). Особенно примечательна исполняемая этой парой «Рязанская пляска», созданная на этнографическом материале. Впервые она была исполнена в 1911 году и исполнялась до конца выступлений дуэта в 1941 году. Номер был исполнен более 500 раз. Лопухова изображала крестьянку, а Орлов — приехавшего из города фабричного рабочего. Номер был построен на «переплясах» поочередных выступлениях партнеров друг перед другом, в нём была несложная сюжетная канва. Позднее такая постановка народных танцев стала типичной для эстрады.